# ЕОМ «Київ»
Електронна обчислювальна машина «Київ» (рос. ЭВМ «Киев») — обчислювальна машина широкого призначення. Розроблена в 1957 році. Використовувалась в наукових та інженерних проєктах, керуванні складними технологічними процесами.

## Історія розробки та експлуатації
Розробка ЕОМ «Київ» розпочалась в 1954 р. в тій самій лабораторії, де під керівництвом C. О. Лебедєва була створена Мала електронна обчислювальна машина (рос. МЭСМ), і розробку провадив майже той самий колектив, який розробляв «МЭСМ». Безпосереднім ініціатором проведення розробки був Б. В. Гнєденко, на той час — директор Інституту математики АН УРСР. На заключних етапах (з 1956 року, після його призначення керівником лабораторії), проєктом керував Віктор Глушков.
Перший екземпляр ЕОМ був встановлений в Обчислювальному центрі Академії наук УРСР, другий був придбаний Об'єднаним інститутом ядерних досліджень (м. Дубна).
В 1960 р. вперше у світі[джерело?] за допомогою ЕОМ «Київ» проводились експерименти з дистанційного управління технологічними процесами (в конвертерному цеху тоді Дніпродзержинського металургійного комбінату, відстань від якого до місця розташування машини перевищувала 500 км).
Наприкінці 1950 — початку 1960-х років на ЕОМ «Київ» під керівництвом В. М. Глушкова була виконана серія унікальних на той час експериментів зі штучного інтелекту, машинного розпізнавання простих геометричних фігур, моделювання автоматів для розпізнавання друкованих та письмових букв, автоматичному синтезу функціональних схем. Також на цій машині з використанням Адресної мови програмування була реалізована одна з перших систем управління базами даних реляційного типу «Автодиректор».

## Архітектурні особливості та характеристики
В архітектурі ЕОМ «Київ» було застосовано новаторські на той час принципи. Зокрема в машині було реалізовано асинхронний принцип передачі управління між функціональними блоками, феритова оперативна пам'ять, зовнішня пам'ять на магнітних барабанах, введення та виведення чисел в десятковій системі числення, пасивний запам'ятовувальний пристрій із набором констант і підпрограм елементарних функцій, розвинена система операцій, зокрема групові операції з модифікацією адреси — «штрих-операції» — для підвищення ефективності обробки складних структур даних.
Основні характеристики:
- запам'ятовувальний пристрій — феритовий паралельної дії на 1024 слова.
- цикл звернення до оперативного запам'ятовувального пристрою — 10 мкс.
- постійний запам'ятовувальний пристрій — ферит-трансформаторного типу на 512 слів з циклом звернення 7 мкс.
- зовнішній запам'ятовувальний пристрій — три магнітних барабани місткістю 9 тис. слів з часом вибірки 120 мкс.
- елементна база — електронні лампи.
- введення даних — з перфокарт, перфострічок, телеграфних ліній зв'язку.
- виведення даних — пристрій друку або перфострічка.
- цикл роботи — чотиритактний, зі змінною довжиною такту в залежності від операції.
- структура команд — триадресна.
- арифметичний пристрій — паралельної дії, включає двотактний накопичувальний суматор та 3 регістри.
- система команд — 32 операції, в тому числі команди скороченого множення, ділення, операції для організації циклів.
- час виконання операцій: додавання — 6,5 мкс, ділення — 275 мкс.
- форма представлення чисел — з фіксованою комою перед старшим розрядом (операції з числами з плаваючою комою реалізуються програмно).
- розрядність машинного слова — 41 біт.
- середня швидкодія — 15 тис. оп/с.